# Исторический анекдот
Истори́ческий анекдо́т — короткая поучительная история из жизни. История обязательно должна происходить с реальными людьми, в реально существующих местах, и базироваться на реальной жизни. Исторический анекдот не является разновидностью анекдота. Исторический анекдот не обязательно является смешным и, в любом случае, юмор не является самоцелью.
«Ἀνέκδοτα» (греч. «неизданное») назывался посмертно опубликованный труд Прокопия Кессарийского, направленный против императора Юстиниана и его жены Феодоры (VI в.).
Слово объяснено в основанной Дидро «Энциклопедии, или Толковый словарь наук, искусств и ремёсел» следующим образом: «Анекдоты — слово, относящееся к древней и новой истории, которым греки называли дела, впервые становящиеся известными публике… Это слово употребляется в литературе для обозначения секретных историй о поступках, происходивших внутри кабинетов и при дворах монархов. Но кроме этих тайных историй, претендующих на истину, но в большинстве случаев ошибочных или, по крайней мере, подозрительных, критики именуют анекдотами все писания, какого бы они ни были жанра, которые ещё не были опубликованы».
Вольтер дал такое определение анекдотов: «…это узкая полоска, где подбирают остатки колосков после обильной жатвы истории; это маленькие подробности, которые долго оставались скрытыми, откуда и происходит название „анекдоты“; они интересуют публику, когда касаются знаменитых персонажей».
В XVIII—XIX веках исторические анекдоты были весьма распространены в России; именно этот жанр имел в виду Пушкин, говоря об Онегине:

И дней минувших анекдоты

От Ромула до наших дней

Хранил он в памяти своей.

Воспоминания и записки очевидцев, рядовых людей, непосредственно воспроизводящих картину нравов и характеров какой-либо эпохи могут иметь большое значение. Часто они становятся частью литературных произведений: именно как исторические анекдоты или как основа художественного сюжета. В предисловии к «Хронике царствования Карла IX» Проспер Мериме писал: «В истории я люблю только анекдоты, а из анекдотов предпочитаю такие, в которых, как мне подсказывает воображение, я нахожу правдивую картину нравов и характеров данной эпохи». Здесь сказывается отнюдь не пристрастие к историческим анекдотам и курьёзам, в котором нередко обвиняли писателя, а стремление к достоверности, жизненной правде.
Представляя собой небольшой рассказ о поступках знаменитых людей, исторический анекдот выделяется соотнесённостью с историческим, линейным временем. Установка на достоверность, истинность исторического анекдота отражается в относящихся к нему русских жанровых определениях: «быль», «бывальщина» и т. п. Вместе с тем исторический анекдот роднит с обычным анекдотом ориентация на «посвящённого» адресата, знакомого с контекстом.

## Примеры исторических анекдотов
- Однажды философ Аристипп, который нажил состояние, восхваляя царя, увидел, как Диоген промывает чечевицу, и сказал: «Если бы ты прославлял царя, тебе не пришлось бы питаться чечевицей!» На что Диоген возразил: «Если бы ты научился питаться чечевицей, то тебе не пришлось бы прославлять царя!»
- Адмирал Василий Чичагов был представлен Екатерине II после морского боя, который он блестяще выиграл. Екатерина попросила его рассказать о подробностях этой баталии. Адмирал начал рассказ, но, по мере того как увлекался и распалялся все более, стал пересказывать свои команды и обращения к матросам, перемежая их такой бранью, что все слушавшие его рассказ оцепенели от страха, не зная, как отнесётся к этому Екатерина. И вдруг по выражению лиц придворных адмирал понял, что он наделал, и, встав на колени перед императрицей, стал просить у неё прощения. Екатерина спокойно и ласково проговорила: «Продолжайте, пожалуйста, дальше ваш весьма интересный рассказ, я этих морских названий и слов все равно не понимаю».
- Павел I умер от апоплексического удара табакеркой (придворная шутка: дело в том, что народу объявили, что государь умер именно от апоплексического удара, хотя на самом деле был убит Зубовым табакеркой в висок).
- На очной ставке декабристов Пестеля и Волконского присутствовал генерал-губернатор Петербурга П. В. Голенищев-Кутузов. В один из моментов он не удержался и сказал: «Удивляюсь, господа, как вы могли решиться на такое ужасное дело, как цареубийство?» Пестель тут же ответил: «Удивляюсь удивлению именно Вашего превосходительства, Вы должны знать лучше нас, что это был бы не первый случай». Генерал (участвовавший, как известно, в заговоре, который привёл к убийству императора Павла I) побледнел и позеленел, а Пестель повернулся к остальным членам комиссии и добавил: «Случалось, что у нас в России за это жаловали Андреевские ленты!»
- Один из придворных подал Николаю I жалобу на офицера, который похитил его дочь и тайно обвенчался с ней против воли родителей. Император поставил на жалобе обиженного родителя такую резолюцию: «Офицера разжаловать, брак аннулировать, дочь вернуть отцу, считать девицей»[4].
- Во время Крымской войны стали открываться факты жутких хищений при снабжении армии боеприпасами, обмундированием и продовольствием. Возмущённый император Николай I как-то в разговоре с наследником престола (будущим царём Александром II) заметил: «Сашка! Мне кажется, что во всей России не воруем только ты да я».
- Корней Чуковский в своём дневнике за 1926 год приводит следующий пример исторического анекдота, оговариваясь, что он — «едва ли вероятный»: пьяный мужик сквернословил в кабаке. Его пытались урезонить, указывая на висевший на стене заведения портрет государя Николая I. Мужик ответил: «А мне наплевать». Его арестовали и завели было дело об оскорблении Величества, но Николай, ознакомившись c делом, остановил ретивых чиновников, а на папке начертал: «Прекратить. Впредь моих портретов в кабаках не вешать. А Николаю Петрову объявить, что если ему на меня наплевать, то и мне на него наплевать»[5].